# Daniel Telser
Daniel Telser (24 gennaio 1970) è un ex calciatore liechtensteinese, di ruolo difensore.

## Carriera

### Nazionale
Ha collezionato 23 presenze con la propria Nazionale.